# Sirap
Sirap is een bestuurslaag in het regentschap Subang van de provincie West-Java, Indonesië. Sirap telt 2963 inwoners (volkstelling 2010).